# Kaeo Pongprayoon
Kaeo Pongprayoon (ur. 28 marca 1980) – tajski bokser wagi papierowej, srebrny medalista olimpijski z Londynu.
W 2012 roku podczas Letnich Igrzysk Olimpijskich zdobył w wadze papierowej srebrny medal. W 1/16 pokonał Algierczyka Mohameda Flissiego, w 1/8 wygrał z Ekwadorczykiem Carlosem Quipo, w ćwierćfinale pokonał Bułgara Aleksandyra Aleksandrowa, a w półfinale pokonał Rosjanina Dawida Ajrapetiana. Pongprayoon dopiero w finale przegrał z Chińczykiem Zou Shimingiem. 